# Monty Python
Monty Python (tudi The Pythons) je britanska nadrealistična komična skupina, ki je ustvarila komedijo s skeči Leteči cirkus Montyja Pythona (angleško Monty Python's Flying Circus), prvič predvajano 5. oktobra 1969 na BBC. V štirih sezonah predvajanja so ustvarili petinštirideset epizod. Fenomen Pythoncev se je razvil iz televizijske serije v nekaj večjega po obsegu in vplivu, vključujoč gostujoče gledališke predstave, filme, številne albume, knjige in muzikal. Vpliv skupine na komedijo je primerljiv z vplivom The Beatles na glasbo.
Serijo Leteči cirkus, ki jo je v BBC predvajal med letoma 1969 in 1974, so si zamislili, napisali in izvedli članki skupine Graham Chapman, John Cleese, Terry Gilliam, Eric Idle, Terry Jones in Michael Palin. Ohlapno oblikovana kot serija skečev, toda z inovativnim pristopom toka zavesti in z Gilliamovo animacijo, je premikala meje sprejemljivega tako po slogu, kot tudi vsebini. Kot samozadostna skupina komikov, ki je pisala in izvajala skeče, so imeli Pythonovci popoln ustvarjalni nadzor, kar jim je omogočalo eksperimentiranje z obliko in vsebino ter neupoštevanje pravil televizijske komedije. Njihov vpliv na britansko komedijo je očiten, v Severni Ameriki pa je viden od zgodnjih epizod oddaje Saturday Night Live do novejših nadrealističnih trendov v televizijski komediji. V angleški slovar je bila dodana beseda »Pythonesque«, ki se nanaša na tip humorja, značilen za skupino.
V anketi iz leta 2005, v kateri so britanski komiki in povezani ustvarjalci izbirali 50 najboljših britanskih komikov vseh časov, je Cleese dosegel drugo mesto, Idle enaindvajseto in Palin trideseto.

## Izdaje

### Televizija
- Leteči cirkus Montyja Pythona (1969–74)
- Monty Python's Fliegender Zirkus (1972)
- Monty Python's Personal Best (2006)

### Film
- And Now for Something Completely Different (1971)
- Monty Python in Sveti gral (Monty Python and the Holy Grail, 1975)
- Brianovo življenje (Monty Python's Life of Brian, 1979)
- Monty Python Live at the Hollywood Bowl (1982)
- Monty Python: Smisel življenja (Monty Python's The Meaning of Life, 1983)

### Albumi
- Monty Python's Flying Circus (1970)
- Another Monty Python Record (1971)
- Monty Python's Previous Record (1972)
- The Monty Python Matching Tie and Handkerchief (1973)
- Monty Python Live at Drury Lane (1974)
- The Album of the Soundtrack of the Trailer of the Film of Monty Python and the Holy Grail (1975)
- Monty Python Live at City Center (1976)
- The Monty Python Instant Record Collection (1977)
- Monty Python's Life of Brian (1979)
- Monty Python Examines The Life Of Brian (promo) (1979)
- Monty Python's Contractual Obligation Album (1980)
- The Monty Python Instant Record Collection (US version) (1981)
- Monty Python's The Meaning of Life (1983)
- Monty Python's The Meaning Of Life: Audio Press Kit (promo) (1983)
- The Final Rip Off (1987)
- Monty Python Sings (1989)
- The Ultimate Monty Python Rip Off (1994)
- Monty Python Sings Again (2014)
- The Hastily Cobbled Together for a Fast Buck Album (neizdan)

### Gledališče
- Monty Python's Flying Circus – 1974 do 1980
- Monty Python's Spamalot – 2004 do 2006
- Not the Messiah (He's a Very Naughty Boy) – 2007
- Monty Python Live (Mostly): One Down, Five to Go - (1-5., 15-16., 18–20. julij 2014)

### Knjige
- Monty Python's Big Red Book (1971) ISBN 0-413-29520-6.
- The Brand New Monty Python Bok (1973) ISBN 0-7493-1170-3.
- Monty Python and The Holy Grail (Book) (1977) ISBN 0-413-38520-5.
- The Life of Brian/MONTYPYTHONSCRAPBOOK (1979, plus script-only reprint) ISBN 0-413-46550-0.
- The Complete Works of Shakespeare and Monty Python. Volume One - Monty Python (1981)  ISBN 978-0-413-49450-4.
- Monty Python: The Case Against (by Robert Hewison) (1981)
- Monty Python's The Meaning Of Life (1983)
- Monty Python's Flying Circus – Just The Words Volume 1 (1989) ISBN 0-413-62540-0.
- Monty Python's Flying Circus – Just The Words Volume 2 (1989) ISBN 0-413-62550-8.
- The Fairly Incomplete & Rather Badly Illustrated Monty Python Song Book (1994) ISBN 0-413-69000-8
- Monty Python's Fliegender Zirkus (edited by Alfred Biolek) (1998)
- Monty Python Speaks! (edited by David Morgan) (1999)
- A Pocketful Of Python Volume 1 (edited by Terry Jones) (1999)
- A Pocketful Of Python Volume 2 (edited by John Cleese) (1999)
- A Pocketful Of Python Volume 3 (edited by Terry Gilliam) (2000)
- A Pocketful Of Python Volume 4 (edited by Michael Palin) (2000)
- A Pocketful Of Python Volume 5 (edited by Eric Idle) (2002)
- The Pythons' Autobiography By The Pythons (edited by Bob McCabe) (2003)
- Monty Python Live! (2009)
- Monty Python At Work (by Michael Palin, compilation of republished diary entries) (2014)
- "So,  Anyway ..." (by John Cleese, Autobiography to age 30) (2014)

### Videoigre
- Monty Python's Flying Circus (1990)[9][10]
- Monty Python's Complete Waste of Time (1994)
- Monty Python & the Quest for the Holy Grail (1996)
- Monty Python's The Meaning of Life (1997)
- Python-opoly (2007)[11]
- Monty Python Fluxx (2008)[12]
- Blazing Dragons
- Monty Python's Cow Tossing (2011)
- The Ministry of Silly Walks (2014)[13]